# بولين مورو أوستين
بولين مورو أوستين (بالإنجليزية: Pauline Morrow Austin) هي عالمة أرصاد أمريكية، ولدت في 18 ديسمبر 1916 في كينغزفيل في الولايات المتحدة، وتوفيت في 29 أغسطس 2011 في غينزفيل في الولايات المتحدة.